# Монхальторф
Монхальторф (нім. Mönchaltorf) — громада  в Швейцарії в кантоні Цюрих, округ Устер.

## Географія
Громада розташована на відстані близько 105 км на північний схід від Берна, 16 км на південний схід від Цюриха.
Монхальторф має площу 7,6 км², з яких на 18,7% дозволяється будівництво (житлове та будівництво доріг), 65,6% використовуються в сільськогосподарських цілях, 11,3% зайнято лісами, 4,5% не є продуктивними (річки, льодовики або гори).

## Демографія
2019 року в громаді мешкало 3898 осіб (+12,7% порівняно з 2010 роком), іноземців було 17,2%. Густота населення становила 514 осіб/км².
За віковим діапазоном населення розподілялося таким чином: 21,7% — особи молодші 20 років, 55,8% — особи у віці 20—64 років, 22,5% — особи у віці 65 років та старші. Було 1668 помешкань (у середньому 2,3 особи в помешканні).
Із загальної кількості 1360 працюючих 62 було зайнятих в первинному секторі, 423 — в обробній промисловості, 875 — в галузі послуг.